# Rode Plein

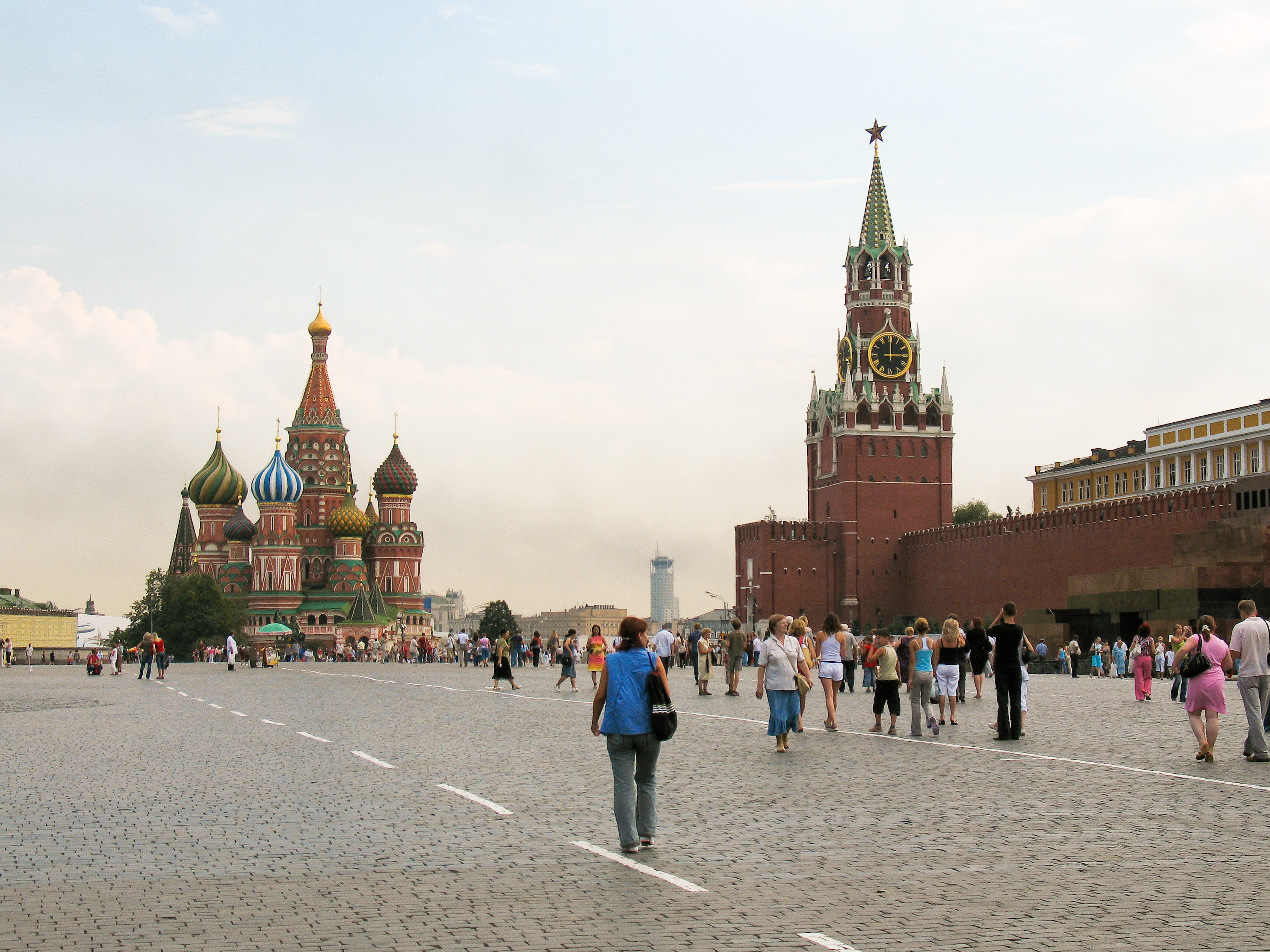
Het Rode Plein (vanuit het noorden) met de Pokrovkathedraal en de Spasskitoren van het Kremlin

Het Rode Plein (Russisch: Красная площадь, Krasnaja plosjtsjad) is het centrale plein van Moskou, hoofdstad van de Russische Federatie. Het plein is ca. 330 meter lang en 75 meter breed. Voor de meeste Russen is het Rode Plein niet alleen het hart van Moskou, maar ook het hart van Rusland; hier bevindt zich het historische machtscentrum van Rusland: het Kremlin met zijn tsarenpaleizen en kathedralen. Veel historische gebeurtenissen in Rusland hebben zich hier afgespeeld. In de tweede helft van de 20e eeuw was het Rode Plein vooral bekend van de militaire parades ten tijde van het Sovjetregime.

## Geschiedenis en naam
Het plein ontstond na de grote stadsbrand van 1493. Vanaf dat moment werd de nieuwe open plek in de stad gebruikt als marktplein. Een naam had het destijds nog niet; het plein werd simpelweg Pozjar genoemd, wat "brand" betekent. Later werd het gebruikt voor publieke ceremonies. De naam "Rode Plein" heeft het plein niet te danken aan de rood-bruine kleur van de Kremlinmuren of aan het communisme. Het Russische bijvoeglijk naamwoord красный (krasnyj, krasnaja) betekende vroeger naast "rood" ook "mooi" (in het moderne Russisch betekent krasnyj alleen "rood"). Vanwege de aanwezigheid van de Kathedraal van de Voorbede van de Moeder Gods (ook wel Basiliuskathedraal of Pokrovkathedraal genoemd) verkreeg het plein in de 17e eeuw zijn huidige naam Mooie Plein in plaats van de oude naam Pozjar.
In de loop der eeuwen heeft het Rode Plein veel veranderingen ondergaan. Met name onder Stalin in de jaren 1930 zijn veel historische gebouwen aan en rond het Rode Plein gesloopt om plaats te maken voor manifestaties en parades. Men had weinig consideratie met historisch erfgoed. Onder meer de Voskresenskipoort en Kazankathedraal werden slachtoffer van Stalins plannen en het was de bedoeling dat ook de wereldberoemde Kathedraal van de Voorbede van de Moeder Gods zou worden afgebroken, maar dat laatste is nooit gebeurd. Het monument voor Minin en Pozjarski werd verplaatst om meer ruimte te krijgen op het plein.
In de jaren 1993-1996 zijn de Voskresenki- of Iverskajapoort en de Kazankathedraal herbouwd en heeft het Rode Plein zijn historische aanblik voor een deel herkregen. De Voskresenskipoort dankt haar andere naam aan het feit dat zich in het kapelletje dat tussen beide doorgangen staat een icoon bevindt van de Moeder Gods Iverskaja. Dit type Moeder Godsicoon wordt traditiegetrouw boven poorten gehangen. Overigens hadden vroeger alle poorten van het Kremlin een icoon boven de ingang; de nissen waar ze ooit hebben gehangen zijn nog steeds goed te zien. Zo hing er boven de doorgang van de Spasskitoren (Heilandtoren) een icoon van Christus en boven de Nikolskitoren (Nicolaastoren) een icoon van de heilige Nicolaas.

## Bezienswaardigheden

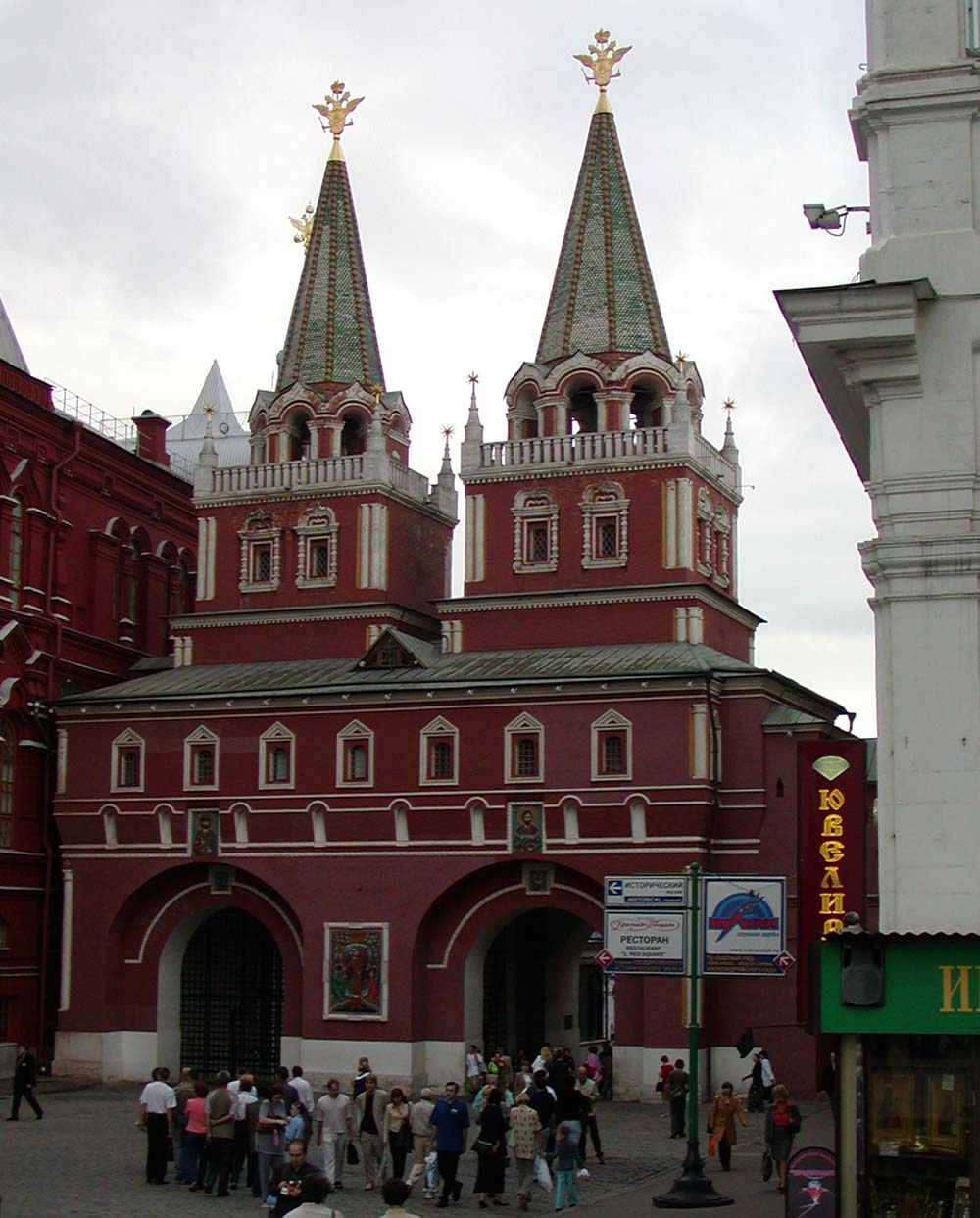
De Voskresenski- of Iverskajapoort van 1680 die de toegang tot het Rode Plein verschaft, hier van de achterzijde

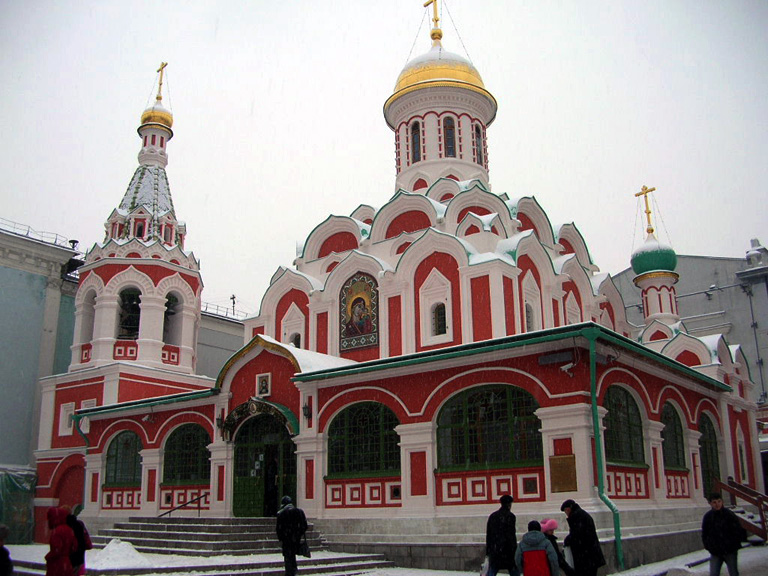
De Kathedraal van de Moeder Gods van Kazan (1636); afgebroken in 1936, herbouwd in 1990-1993

Het Rode Plein wordt aan de westkant gedomineerd door het Kremlin en aan de zuidkant door de Kathedraal van de Voorbede van de Moeder Gods (Pokrovkathedraal). Aan de noordzijde van het Rode Plein staat het Nationaal Historisch Museum, gebouwd in de 19e eeuw in de toen in zwang zijnde neorussische stijl. Links daarvan staat de Voskresenki- of Iverskajapoort (1680). Aan de oostzijde staan de kathedraal van de Moeder Gods van Kazan (1636) en het eveneens uit de 19e eeuw stammende en ook in neorussische stijl gebouwde warenhuis GOeM.
Voor het Kremlin staat het Mausoleum van Lenin, de leider van de Oktoberrevolutie in 1917 en grondlegger van de Sovjetstaat. Lenin zelf wilde geen eerbetoon na zijn dood in 1924, maar Stalin besloot desondanks een mausoleum voor hem te bouwen. Na zijn dood in 1953 was ook Stalin een aantal jaren bijgezet in dit mausoleum. Tot 1993 werd hier iedere twee uur de wacht gewisseld; nu vindt dit plaats aan de noordzijde van het Kremlin, bij het Graf van de Onbekende Soldaat die grenst aan de Aleksandrtuin.
Aan en rondom het Rode Plein staan verschillende historische gebouwen:
- Kremlin
- Warenhuis GOeM
- Nationaal Historisch Museum
- Minin en Pozjarski monument
- Pokrovkathedraal
- Kathedraal van de Moeder Gods van Kazan

Sinds 1990 staat het Rode Plein op de Werelderfgoedlijst.

## Trivia
- Op 28 mei 1987 – ten tijde van de Koude Oorlog – landde Mathias Rust met een Cessna 172P op het Rode Plein.[1] Het betreffende vliegtuig hangt sinds 28 mei 2009 aan het plafond van het Deutsches Technikmuseum Berlin.[2]